# Equilibrium (película)
Equilibrium es una película norteamericana de ciencia ficción del director Kurt Wimmer producida el año 2002 y protagonizada por Christian Bale, Emily Watson y Taye Diggs.
La película sigue a Bale como John Preston, un agente de policía en un futuro en el que los sentimientos y la expresión artística están prohibidos, y una sociedad donde sus ciudadanos se ven obligados a tomar drogas psicoactivas para reprimir las emociones. Después de omitir accidentalmente una dosis, Preston se despierta y comienza a descubrir el sospechoso funcionamiento interno del régimen que gobierna el estado totalitario.
Miramax Films estrenó Equilibrium en cines el 6 de diciembre de 2002. La película fue un fracaso crítico y un Fracaso de taquilla, recibió críticas desfavorables y recaudó sólo 5,3 millones de dólares frente a un presupuesto de producción de 20 millones de dólares.

## Argumento
Libria es una ciudad-estado totalitarista establecida por los supervivientes de la Tercera Guerra Mundial. En ella se han prohibido todas las emociones y los objetos que las estimulen ya que se les ve como la causa de todos los males de la humanidad. Los que incurren en la violación de esta ley son etiquetados como "Ofensores sensoriales" y son ejecutados. De la misma forma, todo objeto que sea catalogado como material que estimule las emociones es destruido sin miramientos. La población suprime sus emociones con dos inyecciones diarias de "Prozium II", un fármaco cuyo consumo es obligatorio por ley. Libria está gobernada por el Consejo de Tetragrammaton, que a su vez está liderado por "Padre" (Sean Pertwee), que solo se comunica por medio de discursos a través de pantallas de vídeo gigantes en toda la ciudad. En el pináculo de la policía de Libria están los Clérigos de Grammaton, entrenados en el arte marcial del Gun kata, una forma de lucha con armas de fuego y katana nacida del estudio estadístico de las trayectorias de disparo, gracias a esto un clérigo es capaz de golpear, disparar y esquivar maximizando el daño provocado y minimizando la posibilidad de ser derribado. En paralelo ha nacido un movimiento rebelde que rechaza renunciar a sus emociones y viven como prófugos en el Abismo (Nethers), las ruinas fuera de la ciudad.
La historia comienza en 2072, John Preston (Christian Bale) es un clérigo de alto rango que junto a su colega Errol Partridge (Sean Bean) lleva a cabo una redada en el Abismo. Allí él solo masacra a un grupo de rebeldes atrincherados en un edificio, tras asesinarlos descubren que protegían el cuadro de La Mona Lisa y otras obras de arte, las cuales Preston ordena quemar de inmediato. Tras acabar, se da cuenta de que Partridge guarda un libro de poemas de Yeats en lugar de entregarlo para ser quemado junto al resto de objetos decomisados, al ser increpado por Preston, este explica, que es para encargarse personalmente de su incineración ya que el equipo suele olvidar "cosas". 
A su regreso, Preston es citado por el Viceconsejero DuPont (Angus Macfadyen). John siempre ha sido reconocido como un prodigio entre los clérigos no solo por su insuperable habilidad de lucha sino también por poseer una aguda intuición que le permite reconocer a los infractores y predecir sus acciones, sin embargo años atrás Viviana (Maria Pia Calzone), su esposa, fue desenmascarada como una ofensora sensorial sin que él jamás lo haya sospechado, cosa que actualmente DuPont le reprocha. Buscando demostrar su fidelidad, Preston sigue su intuición e investiga a Partridge, descubriendo que este nunca entregó el libro que traía consigo y cada noche sale de la ciudad en dirección a las ruinas, después de buscarlo, lo encuentra en una iglesia abandonada; Preston le interroga y pregunta si vale la pena lo que ha hecho, Partridge explica que con mucho gusto paga el alto precio de sentir emociones y le indica a John que no tiene ni idea de lo que significa sentir; Preston entonces lo ejecuta antes de que su compañero alcance su arma.
Ya en casa, Preston sueña con el día en que su esposa fue detenida y como es que antes al ser capturada reconoció amarlo; mientras que él permitió que se le llevaran sin mostrar tristeza por ello.
La mañana siguiente Preston rompe accidentalmente su dosis de Prozium mientras se asea, su hijo le recuerda que de camino a su trabajo debe reportar la pérdida y solicitar una dosis nueva en la sede Equilibrium, pero no le es posible obtener un reemplazo, ya que esa mañana el clérigo Andrew Brandt (Taye Diggs) asume como su nuevo compañero, este expresa admiración por el trabajo "intransigente" de Preston como clérigo y revela que también posee una aguda intuición, deseo de ascender y ser reconocido. Paralelamente Preston comienza a experimentar breves episodios de emociones que evocan recuerdos, despiertan sentimientos y lo hacen más consciente de su entorno. En una redada, arrestan a la ofensora Mary O'Brien (Emily Watson), quien despierta emociones en John a pesar de su reticencia. Para sorpresa de Brandt, Preston le impide ejecutar a O'Brien, excusando que debe ser interrogada, lo que lo hace sospechar de John.
Al día siguiente Preston despierta abrumado por la muerte de Errol decidiendo dejar el Prozium y experimentar sus emociones. Ese día él y Brandt encabezan una redada en el Abismo, donde John descubre que sus emociones le impiden desplegar su potencial como luchador y que ver morir gente lo perturba. Tras acabar con los rebeldes nuevamente se desmorona al oír un viejo disco de Beethoven; mientras Preston recarga su arma y la de su compañero, sus hombres comienzan a ejecutar a los perros de los rebeldes, los librianos no comprenden el concepto de las mascotas, pero el clérigo no puede evitar salvar a un cachorro que se muestra amistoso con él.
John intenta convencer a DuPont que le permita arrestar en vez de ejecutar a los rebeldes bajo la excusa de poder interrogarlos, pero ante la negativa de este comienza a haber fricciones entre ambos. A partir de aquí se hace evidente que no sólo Brandt, también DuPont y Robbie (Matthew Harbour), el hijo mayor de John, sospechan de él, por lo que se ve acosado tanto en su trabajo como su hogar. Esa noche Preston sale al Abismo para dejar en libertad al cachorro cuando es interceptado por una patrulla que lo descubre y que no le deja más opción que asesinarlos y regresar a su casa con el perro; una vez allí, crea un escondite tras el espejo de su baño para guardar las dosis que no se inyecta.
Brandt, empecinado en demostrar que es superior a John, comienza a provocarlo hablándole sobre la patrulla asesinada en el Abismo e insinuando que se sabe quién lo hizo. Ese mismo día encabezan nuevamente una redada, pero John decide ayudar a los rebeldes a huir guiándolos secretamente y asesinando a todos los oficiales que lo descubren, sin embargo Brandt los atrapa fingiendo que todo era una trampa para que los rebeldes se confiaran; aunque el clérigo está dispuesto a enfrentarse a sus colegas, los rebeldes no se lo permiten, considerando más valioso a John que a ellos mismos, por lo que finalmente son ejecutados y el clérigo salva su credibilidad. Tras regresar a Libria, pide a DuPont que le asigne como labor rastrear y capturar a la resistencia y usando las pertenencias de Errol como pistas descubre que Mary era su novia; además logra ubicar y acceder al escondite de la resistencia y hablar con Jurgen (William Fichtner), el líder.
Al conectarlo a un polígrafo, Jurgen comprueba que Preston realmente tiene emociones y no es capaz de controlarlas, por ello le explica que aunque son libres de sentir tienen la obligación de aprender a inhibirlas. También le pide que se una a ellos y los ayude a derribar el gobierno asesinando a Padre. Cuando Preston le pide a Jurgen que salve a Mary, quien será ejecutada al día siguiente, este le explica que no pueden arriesgarse y que tener que decidir este tipo de sacrificios es una de las razones por las que aprenden a inhibir sus sentimientos. Ese día John revela a Mary que también es un ofensor y pasan el resto del tiempo juntos.
Al día siguiente Preston intenta evitar la ejecución, pero no llega a tiempo y a la salida del tribunal es detenido por Brandt, quien lo apresa revelando ante DuPont que es quien ha estado asesinado a los soldados del Tetragrammaton, argumentando que la evidencia balística demostrará que son las balas del arma de John. Preston sin embargo acusa a Brandt de ser el culpable y las pruebas lo apoyan; Brandt, mientras es llevado a su ejecución, comprende que antes de sacrificar a los perros de los rebeldes fue engañado por Preston quien cambió las armas.
Aun así, ya que Preston ha sido formalmente acusado, la ley exige que su hogar sea sometido a un registro para exculparlo, esto lo pone en peligro de que encuentren el escondite del espejo, sin embargo cuando llega a su casa Robbie muestra que evitó que lo descubrieran, según revela, desde que su madre estaba viva él y su hermana también dejaron de inyectarse.
Ese día Jurgen y John deciden llevar a cabo un plan donde el clérigo entregará a Jurgen y sus hombres para recibir como premio una audiencia con el Padre y tener la oportunidad de asesinarlo, una vez que Libria pierda a su líder, el resto de la resistencia atacará la ciudad y destruirá los centros de fabricación y distribución de Prozium. Con la ciudad sin un gobierno ni medicina la gente podrá volver a sentir y su naturaleza humana los dominará antes de que el orden pueda ser restaurado.
Tras apresar a Jurgen, Preston se presenta para su reunión pero descubre que primero debe pasar por un polígrafo para demostrar que no es un ofensor. Una vez conectado y siendo evidente que puede sentir se presenta Brandt, revelando que todo ha sido un plan orquestado por DuPont; años atrás el Padre falleció y el Viceconcejal fue nombrado su sucesor, adoptando por medio ediciones digitales la apariencia del Padre en sus transmisiones. DuPont explica que todo desde un inicio ha sido un plan para crear un infiltrado perfecto convirtiéndolo en un ofensor y logrando así que la resistencia se entregara.
Preston, furioso por haber sido engañado, concentra toda su voluntad hasta inhibir totalmente sus emociones y así recuperar todo su potencial como clérigo, masacrando a todos los que intentan evitar que llegue a la oficina de DuPont, una vez dentro se hace evidente que tanto este como Brandt no toman Prozium; este último se muestra muy confiado en poder acabar con su oponente en un duelo de katanas, pero John solo necesita un movimiento de su hoja para quitarle sus pistolas y decapitarlo. Tras esto DuPont lo enfrenta en un combate de pistolas donde después de una pareja lucha Preston lo desarma y DuPont aboga por su vida preguntando: "¿Realmente vale la pena el precio?" repitiendo las últimas palabras de Partridge Preston replica "Lo pago con gusto" y ejecuta a DuPont.
Preston continúa avanzando hasta destruir el centro de comunicaciones del Tetragammaton, sacando del aire las transmisiones del Padre y comenzando la revolución con la destrucción de las instalaciones de fabricación de Prozium y el ejército de Libria. La historia acaba con John mirando desde una ventana y dándose por primera vez la oportunidad de sonreír.

## Reparto
- Christian Bale como el clérigo John Preston.
- Sean Bean como Errol Partridge.
- Emily Watson como Mary O'Brien.
- Taye Diggs como Andrew Brandt.
- Angus Macfadyen como Viceconsejero DuPont.
- Sean Pertwee como El Padre.
- William Fichtner como Jurgen.
- Emily Siewert como Lisa Preston.
- Matthew Harbour como Robbie Preston.
- Maria Pia Calzone como Viviana Preston.
- Dominic Purcell como Seamus.
- Mehmet Kurtulus como el coordinador de búsqueda.